# 普雷梅泽勒
普雷梅泽勒（法語：Prémeyzel，法語發音：[pʁemɛzɛl]）是法国东部安省的一个市镇，属于贝莱区。

## 地理
普雷梅泽勒（45°41'2"N, 5°38'53"E）面积7.63 平方千米，位于法国奥弗涅-罗讷-阿尔卑斯大区安省，该省份为法国东部省份，北起汝拉省，西北接索恩-卢瓦尔省，西接罗讷省和里昂大都会，南至伊泽尔省，东与萨瓦省、上萨瓦省和瑞士接壤。
与普雷梅泽勒接壤的市镇（或旧市镇、城区）包括：布雷涅-科尔东、伊济约、佩里约、比热地区阿尔布瓦、格罗莱-圣伯努瓦。

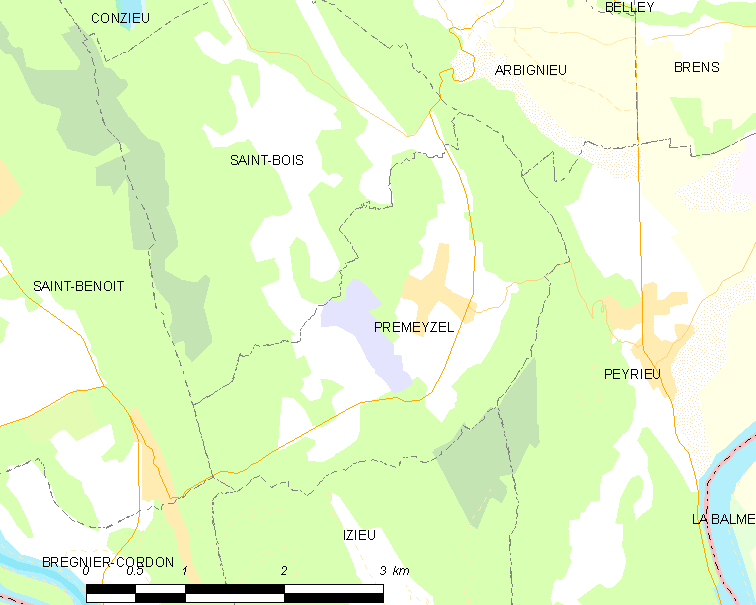
普雷梅泽勒的OSM定位图

普雷梅泽勒的时区为UTC+01:00、UTC+02:00（夏令时）。

## 行政
普雷梅泽勒的邮政编码为01300，INSEE市镇编码为01310。

## 政治
普雷梅泽勒所属的省级选区为贝莱县。

## 人口

1962-2008年间普雷梅泽勒人口变化图示

普雷梅泽勒于2022年1月1日时的人口数量为245人。